# Блайт, Адам
Адам Блайт (англ. Adam Blythe, род. 1 октября 1989,Шеффилд, Великобритания) — британский профессиональный шоссейный и трековый велогонщик. Начав свою профессиональную карьеру в 2010 году он успел повыступать за Omega Pharma-Lotto, BMC Racing Team, Orica GreenEDGE, Tinkoff и Aqua Blue Sport. В конце 2019 года завершил карьеру, выступая за команду Lotto Soudal.

## Главные победы
Трек
| 2005 1-й Пасьют, Чемпионат Великобритании на треке – U-16 1-й Скретч, Чемпионат Великобритании на треке – U-16 2006 1-й Командный Пасьют, Чемпионат Европы на треке – U-23 1-й Скретч, Чемпионат Великобритании на треке – U-23 | 2007 1-й Командный Пасьют, Чемпионат Европы на треке – U-23 1-й Мэдисон, Чемпионат Великобритании на треке (с Люком Роув) 2014 2-й Командный Пасьют, Чемпионат Великобритании на треке |

Шоссе
2007
1-й — Axel Three-day
1-й на этапе 2
2008
1-й на этапе 2 и 3b — Tour of Hong Kong
2009
1-й на этапе 7 — Тур Тюрингии
1-й — Circuit du Port de Dunkerque
2010
1-й — Франко-Бельгийское кольцо
1-й на этапе 1 и 3
1-й в Спринтерской и Молодёжной классификации
1-й — Натионале Слёйтингспрейс
2011
1-й в Молодёжной классификации — Тур Дренте
2012
1-й — Бенш — Шиме — Бенш
1-й на этапе 1 — Paris–Corrèze
2013
1-й на этапе 2 (ТТТ) — Тур Катара
2014
1-й — Лондон — Суррей Классик
1-й — Otley Grand Prix
1-й — Ipswich and Coastal Grand Prix
1-й — Circuit of the Fens
1-й — Jersey International Road Race
2016
1-й   — Чемпион Великобритании в групповой гонке
2017
2-й — Нокере Курсе
2-й — Хандзаме Классик
4-й — Тур Дренте
2018
1-й — Elfstedenronde
2-й — Чемпионат Великобритании в групповой гонке
5-й — Хандзаме Классик
7-й — Тур Лимбурга
9-й — Три дня Брюгге — Де-Панне